# Reher Kratt
Reher Kratt este o arie protejată (arie specială de conservare — SAC, sit de importanță comunitară — SCI) din Germania întinsă pe o suprafață de 92 ha, integral pe uscat.

## Localizare
Centrul sitului Reher Kratt este situat la coordonatele 54°03′21″N 9°35′54″E / 54.0558°N 9.5983°E.

## Înființare
Situl Reher Kratt a fost declarat sit de importanță comunitară în septembrie 2004 pentru a proteja un număr necunoscut de specii din flora spontană și fauna sălbatică aflate în arealul zonei. Situl a fost protejat și ca arie specială de conservare în ianuarie 2010.

## Biodiversitate
Situată în ecoregiunea atlantică, aria protejată conține 5 habitate naturale: Lacuri eutrofice naturale cu vegetație de tip Magnopotamion sau Hydrocharition, Pajiști uscate europene, Formațiuni de Juniperus communis pe lande sau pajiști calcaroase, Mlaștini turboase de tranziție și turbării mișcătoare, Păduri acidofile de stejar bătrân cu Quercus robur pe câmpii nisipoase.
La baza desemnării sitului se află un număr nedeclarat de specii protejate.
Pe lângă speciile protejate, pe teritoriul sitului au mai fost identificate 1 specie de amfibieni, 2 specii de mamifere.